# Площадь Минервы

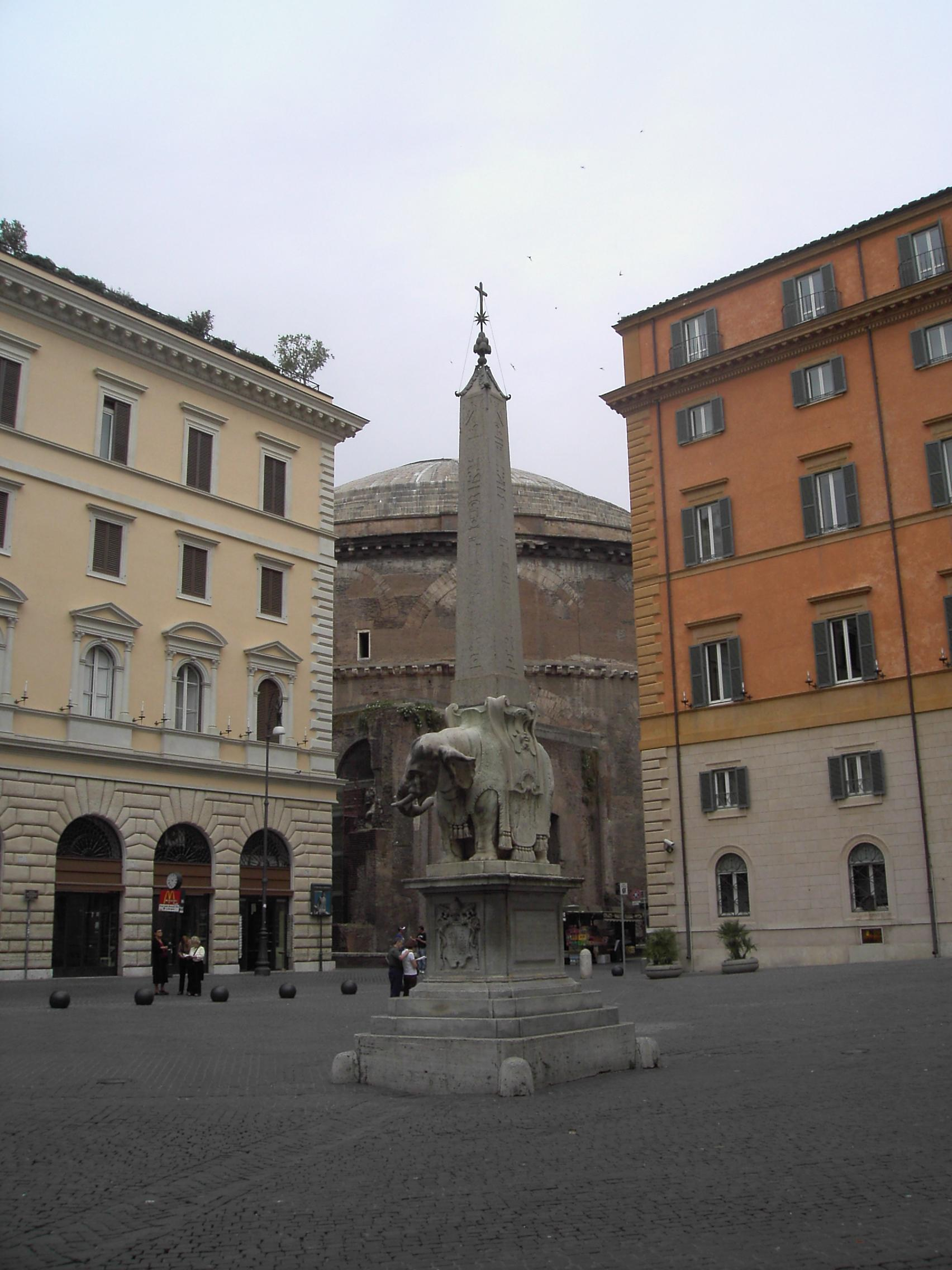
Площадь Минервы, обелиск и Пантеон

«Площадь Минервы» (итал. Piazza della Minerva) — площадь в историческом центре Рима. Расположена рядом с Пантеоном в районе Пинья. Название площади происходит от храма, построенного по заказу Гнея Помпея и посвящённого богине мудрости Минерве, чья статуя в настоящее время хранится в Ватикане.

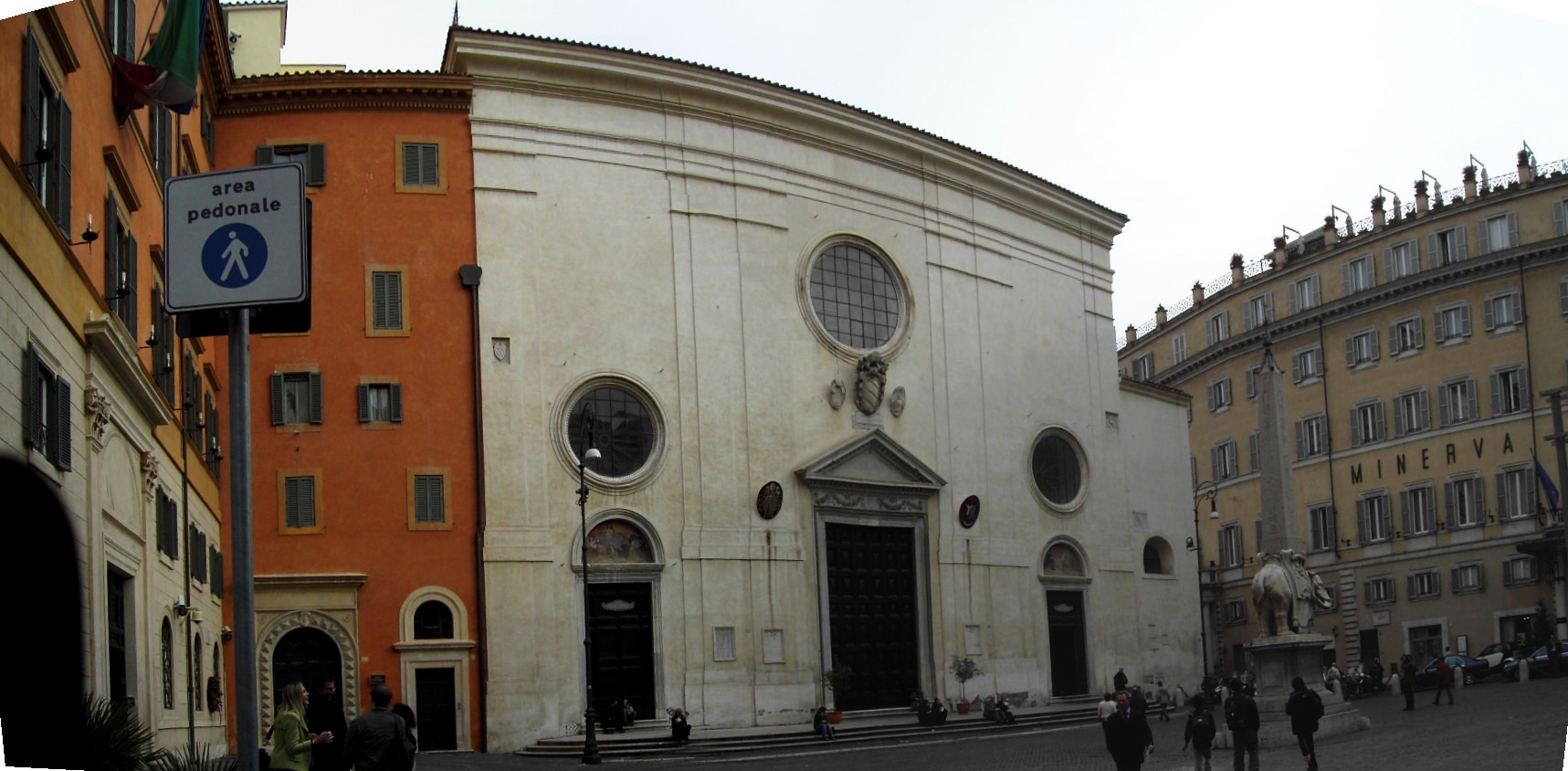
Вид на площадь и церковь Санта-Мария-сопра-Минерва

С восточной стороны на площадь выходит фасад Санта-Мария-сопра-Минерва, единственной готической церкви Рима. Справа от входа в церковь на фасаде установлены таблички, показывающие уровень, которого достиг Тибр при наводнениях с 1422 по 1598 год. Окрестности площади Минервы являются одним из самых низких мест Рима, поэтому при наводнениях уровень воды не спадал здесь в течение долгого времени.
В центре площади в 1667 году был установлен монумент работы Джованни Лоренцо Бернини в виде слона с обелиском на спине. Обелиск был перенесён из бывшего храма Исиды. Местные жители называют эту скульптурную композицию «il pulcin della Minerva», так как слон очень напоминает поросёнка.
С южной стороны площади расположен Палаццо Фонсека, возведённый в XVIII веке. В нём в 1832 году была открыта гостиница, работающая по сей день. Тут останавливались многие знаменитости, включая Стендаля и Хосе де Сан-Мартина, о чём свидетельствуют памятные знаки на фасаде.
С западной стороны площадь Минервы ограничена дворцом духовной академии (итал. Palazzo dell'accademia ecclesiastica), также известным как Палаццо Североли, построенным в XVI веке и полностью перестроенным в 1878 году. В нём расположен главный корпус Папской духовной академии (итал. Pontificia Accademia Ecclesiastica), где готовят дипломатов Ватикана.

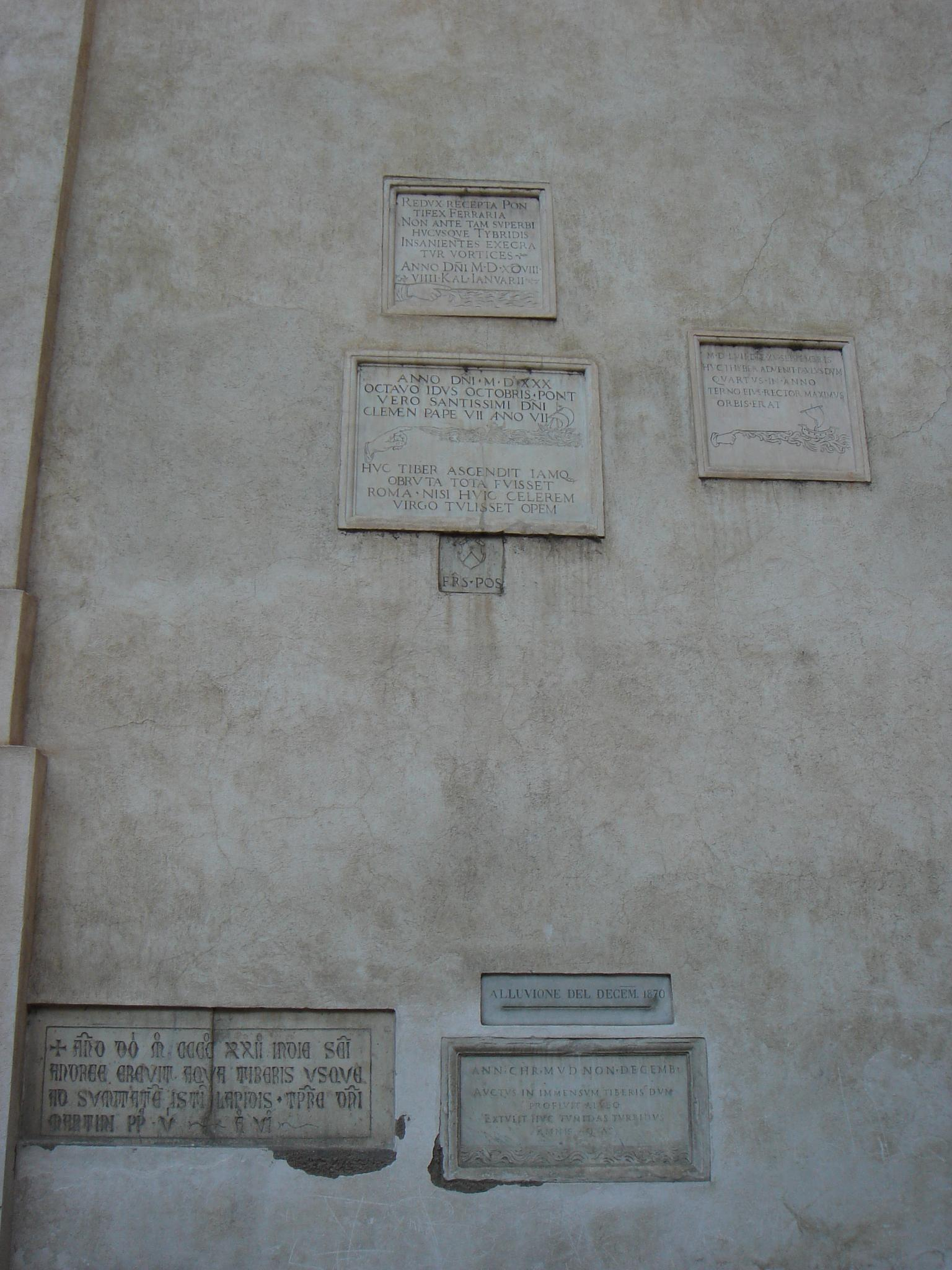
Таблички с информацией о наводнениях

Южную сторону площади замыкает Палаццо делла Минерва (итал. Palazzo della Minerva), бывший монастырь доминиканского ордена, построенный во второй половине XVI века по поручению Винченцо Джустиниани. Здание было существенно расширено в 1638—1641 годах по проекту Паоло Марусчелли. Здесь проводились еженедельные заседания и суды Верховной Священной Конгрегации Римской и Вселенской Инквизиции. Именно в этом здании проходил процесс Галилея, на котором он был вынужден отречься от публичной поддержки гелиоцентрической системы.